# Operacja Unthinkable
Operacja Unthinkable (ang. „operacja Nie Do Pomyślenia”) – tajny brytyjski plan ataku na ZSRR, opracowany w drugiej połowie kwietnia 1945 na polecenie premiera Winstona Churchilla.

## Cel planu
Podstawowym celem operacji miało być „wyrwanie Europy Środkowej spod okupacji rosyjskiej”, a szczególnie zapewnienie „uczciwego ładu dla Polski”. W planach „operacji Nie Do Pomyślenia” jest mowa o ataku na Rosję, nie na ZSRR (chociaż oficjalnie takie państwo jak Rosja nie istniało). Ustalono datę ataku na 1 lipca 1945 roku. W misji oswobodzenia Europy Środkowej miały wziąć udział także Stany Zjednoczone (w raporcie zaznaczano, że istnieje możliwość, że Rosja przystąpi do wojny po stronie Japonii przeciw USA). Większość operacji ofensywnych miały przeprowadzić siły amerykańskie i brytyjskie, a także polskie siły zbrojne i do 100 000 żołnierzy niemieckich byłego Wehrmachtu. Jednak faktycznie szefowie sztabu uznali ofensywę przeciw ZSRR, która miała na celu wyzwolenie Polski, za nierealną (głównie ze względu na przewagę liczebną sił radzieckich w Europie). 22 maja 1945, dowództwo brytyjskie stwierdziło, że operacja jest „wysoce ryzykowna”. W odpowiedzi Winston Churchill 10 czerwca 1945 przesłał depeszę z poleceniem, aby przygotować plan na wypadek agresji Rosji na Wyspy Brytyjskie.

## Dalsze losy planu
Pomimo odrzucenia planu ataku na Rosję w 1945 roku, plan nadal był rozważany. 30 sierpnia 1946 odbyło się nieformalne spotkanie między brytyjskim i amerykańskim Szefem Sztabu na temat tego, jak może wyglądać konflikt w Europie i najlepszej strategii prowadzenia wojny w Europie.